# Бик (притока Дністра)
Бик (рум. Bîc) — річка в Молдові, права притока Дністра. Довжина 155 км, площа басейну 2 150 км².
В верхній частині річка протікає в межах височини Кодри, врізуючись в неї глибокою ущелиною. Середні витрати води біля Кишинева 1,8 м³/с, під час паводків — 222 м²/с. В окремі роки пересихає на час від кількох діб до 2—4 місяців, перетворюючись в ланцюжок озер.
По долині річки проходить залізниця Бендери—Унгени. На ній місто Кишинів.